# George Roux
George Roux [žorž rú] (1853 – 1929) byl francouzský malíř a ilustrátor, po Leónovi Benettovi druhý nejvýznamnější ilustrátor knih francouzského spisovatele Julese Verna. V letech 1885 až 1919 ilustroval dvacet jeho románů a tři novely (kromě Trosečníka z Cynthie patří všechna tato díla do Vernova cyklu Podivuhodné cesty) a podílel se na ilustracích ke knize Vernových povídek Včera a zítra.
Jde o tato Vernova díla:
- Trosečník z Cynthie (1885),
- Los číslo 9672 (1886),
- Fffff...plesk! (1886),
- Cesta do Francie (1887),
- Gil Braltar (1887),
- Zmatek nad zmatek (1889),
- Oceánem na kře ledové (1890),
- Neobyčejná dobrodružství mistra Antifera (1894),
- Ledová sfinga (1897),
- Na vlnách Orinoka (1898),
- Závěť výstředníka (1899),
- Druhá vlast (1900),
- Ves ve vzduchu (1901),
- Záhadné dobrodružství velrybářské lodi (1901),
- Bratři Kipové (1902),
- Pán světa (1904),
- Maják na konci světa (1905),
- Zlatá sopka (1906),
- Honba za meteorem (1908),
- Lodivod dunajský (1908),
- Trosečníci z lodi Jonathan (1909),
- Tajemství Viléma Storitze (1910),
- Včera a zítra (1910), společně s Félicienem de Myrbachem a Léonem Benettem,
- Podivuhodná dobrodružství výpravy Barsacovy (1919).

Kromě knih Julese Verna ilustroval Roux například román Ostrov pokladů od Roberta Louise Stevensona nebo některá díla André Laurieho.